# Хрватска на Светском првенству у атлетици на отвореном 2009.
Хрватска је на Светском првенству у атлетици на отвореном 2009. одржаном у Берлину од 15-23. августа, учествовала девети пут, као самостална држава, са 5 спортиста (два мушкарца и три жене) који су се такмичили у четири дисциплине.
Најбољи резултат је постигла Бланка Влашић у скоку увис одбранивши титулу освојену на претходном Светском првенству 2007. у Осаки. Хрватска је по броју освојених медаља делила 16 место са 1 освојеном медаљом. У табели успешности према броју и пласману такмичара који су учествовали у финалним такмичењима (првих 8 такмичара) Хрватска је са једним учесником у финалу делила 41. место са освојених 8 бодова..
| Плас. | Земља    | 1. место | 2. место | 3. место | 4. место | 5. место | 6. место | 7. место | 8. место | Бр. финал. | Бод. |
| ----- | -------- | -------- | -------- | -------- | -------- | -------- | -------- | -------- | -------- | ---------- | ---- |
| =41   | Хрватска | 1        | 0        | 0        | 0        | 0        | 0        | 0        | 0        | 1          | 8    |

## Учесници
| Мушкарци: - Андраш Хаклич — бацање кладива - Неџад Мулабеговић — бацање кугле | Жене: - Бланка Влашић — скок увис - Сандра Перковић — бацање диска - Вера Бегић — бацање диска |  |

Само две атлетичарке су испуниле А норму за Светско првенство Бланка Влашић и Сандра Перковић.. Сви спортисти у хрватској екипи осим јуниорске европске првакиње Сандре Перковић су имали претходно искуство са великих атлетика такмичења (европско и светско првенство или олимпијске игре)..
Поред ових пет и Јурица Грабушић се квалификовано за Берлин у трци на 110 м препоне са Б нормом,, али је одлучио да не учествује после консултација са својим тренером.

## Освајачи медаља
Хрватска је завршила у укупном скору као 16—19 нација по броју медаља са једном златном медаљом.

### Злато
- Бланка Влашић - Скок увис

## Резултати

### Мушкарци
Неџад Мулабеговић је бацио куглу скоро један метар лошије од свог резултата сезоне 20,08 м и није успео да се пласира у финале.
Андраш Хаклич је бацајући кладиво поправио свој најбољи резултат сезоне од 76,28 м. Његово најбоље бацање у финалу је било само мало краће, што је довољно за 7. место, а то је његов највећи успех у каријери.
Техничке дисциплине
| Атлетичар         | Лични рек. | Дисциплина     | Квалификације | Квалификације    | Финале           | Финале | Детаљи |
| Атлетичар         | Лични рек. | Дисциплина     | Резултат      | Место            | Резултат         | Место  | Детаљи |
| ----------------- | ---------- | -------------- | ------------- | ---------------- | ---------------- | ------ | ------ |
| Андраш Хаклич     | 80,41 НР   | Бацање кладива | 76,39         | 9/34             | 76,26            | 7/12   |        |
| Неџад Мулабеговић | 20,38      | Бацање кугле   | 19,15         | Није се пласирао | Није се пласирао | 29/36  |        |

### Жене
Бланка Влашић је дошла до Светског првенства са другим најбољим резултатом сезоне у свету од 2,05 метара Боља од ње је за 1 цм била домаћа такмичарка Ариана Фридрих, када је победила Влашићеву на Европском првенство у атлетици у дворани 2009. године у Торину.
Упркос несрећи која се догодила на лаганом загревању у соби на дан квалификација, када је Влашићева ударила главом о оквир врата и повреде главе које је захтевала стављање неколико копчи, пласирала се у финале без проблема.
У финалу на висини од 2,02 била је једна од три такмичарке које су прескочиле на висину од 2,02 м и једина која је прескочивши 2,04 успешно је одбранила титулу. Ана Чичерова и Адријана Фидрих су се морале задовољити другим и трећим местом.
Сандра Перковић је, са 19 година, била најмлађи бацач на првенству. Месец дана пре првенства, она је освојила златну медаљу на Европском првенству за јуниоре 2009 у Новом Саду бацањем од 62,44 метара, чиме је постигла А норму за првенство у Берлину и премашила национални рекорд који је држала колегица из репрезентације Вера Бегић . У Берлину, резултатом од 62,16 м у квалификацијама, пласирала се у финале где је имала само једно исправно бацање од 60,77 м што је било довољно за девето место.
Вера Бегић је у квалификацијама у бацању диска бацила 58,25 м што је било испод њеног личног и сезонског рекорда од 61,52 м и био је само довољно за 24. место.
Техничке дисциплине
| Атлетичарка     | Лични рек. | Дисциплина   | Квалификације | Квалификације     | Финале            | Финале | Детаљи |
| Атлетичарка     | Лични рек. | Дисциплина   | Резултат      | Место             | Резултат          | Место  | Детаљи |
| --------------- | ---------- | ------------ | ------------- | ----------------- | ----------------- | ------ | ------ |
| Бланка Влашић   | 2,07 НР    | скок увис    | 1,95          | 3/33              | 2,04              |        |        |
| Сандра Перковић | 62,44 НР   | Бацање диска | 62,16         | 6/40              | 60,77             | 9/12   |        |
| Вера Бегић      | 61,52      | Бацање диска | 58,25         | Није се пласирала | Није се пласирала | 24/40  |        |

1. ↑  Табела медаља на СП 2015. Прибављено 14.12.2015
2. ↑  Табела успешности на сајту ИААФ
3. 1 2 3  Smolčić, Pero (14. 8. 2009). „SP: Blanka i ostali na nebu iznad Berlina”. Slobodna Dalmacija (на језику: Croatian). Приступљено 20. 8. 2009.
4. ↑  „Grabušić ispunio normu za Svjetsko prvenstvo”. Jutarnji list (на језику: Croatian). 1. 8. 2009. Архивирано из оригинала 04. 08. 2009. г. Приступљено 20. 8. 2009.
5. 1 2 3 4  „Atletika, SP: Blanka u Berlinu lovi medalju”. ezadar.hr (на језику: Croatian). 10. 8. 2009. Приступљено 20. 8. 2009.
6. ↑  „Хаклић седми у бацању кладива” (на језику: Croatian). ХРТ. 17. 8. 2009. Архивирано из оригинала 26. 08. 2009. г. Приступљено 21. 8. 2009.
7. ↑  Brown, Matthew (21. 8. 2009). „To Vlasic, title defence was ‘hardest things I have done in my career’”. IAAF. Архивирано из оригинала 26. 08. 2009. г. Приступљено 21. 8. 2009.
8. ↑  „Сандра Перковић девета у финалу диска”. Слободна Далмација (на језику: Croatian). 21. 8. 2009. Приступљено 23. 8. 2009.
9. ↑  „Сандре Перковић Златна на јуниорском првенству у Новом Саду”. ezadar.hr (на језику: Croatian). 26. 7. 2009. Приступљено 27. 8. 2009.